# 조개나물
조개나물은 꿀풀과에 속한 여러해살이풀이다. 한국에 주로 분포한다.

## 생태
햇빛이 잘 쬐는 풀밭이나 잔디밭에서 자라며 높이는 30cm이다. 줄기에 긴 털이 빽빽하게 나며 잎은 마주나기하며 타원형이거나 달걀꼴이고 양면에 긴 털이 있으나 점차 없어지고 가장자리에 물결모양의 톱니가 있다. 꽃은 5-6월에 피고 잎겨드랑이에 달리며, 꽃받침은 통모양이고 길이 7mm 가량이다. 화관은 길이 2cm로서 2개로 갈라진다. 열매는 4분과이고 그물눈무늬가 있다.

## 변종
흰꽃이 피는 것을 흰조개나물(Ajuga multiflora for. leucantha (Nakai) T.B.Lee), 적색꽃이 피는 것을 붉은조개나물(Ajuga multiflora for. rosea Y.N.Lee)이라고 한다.

## 사진

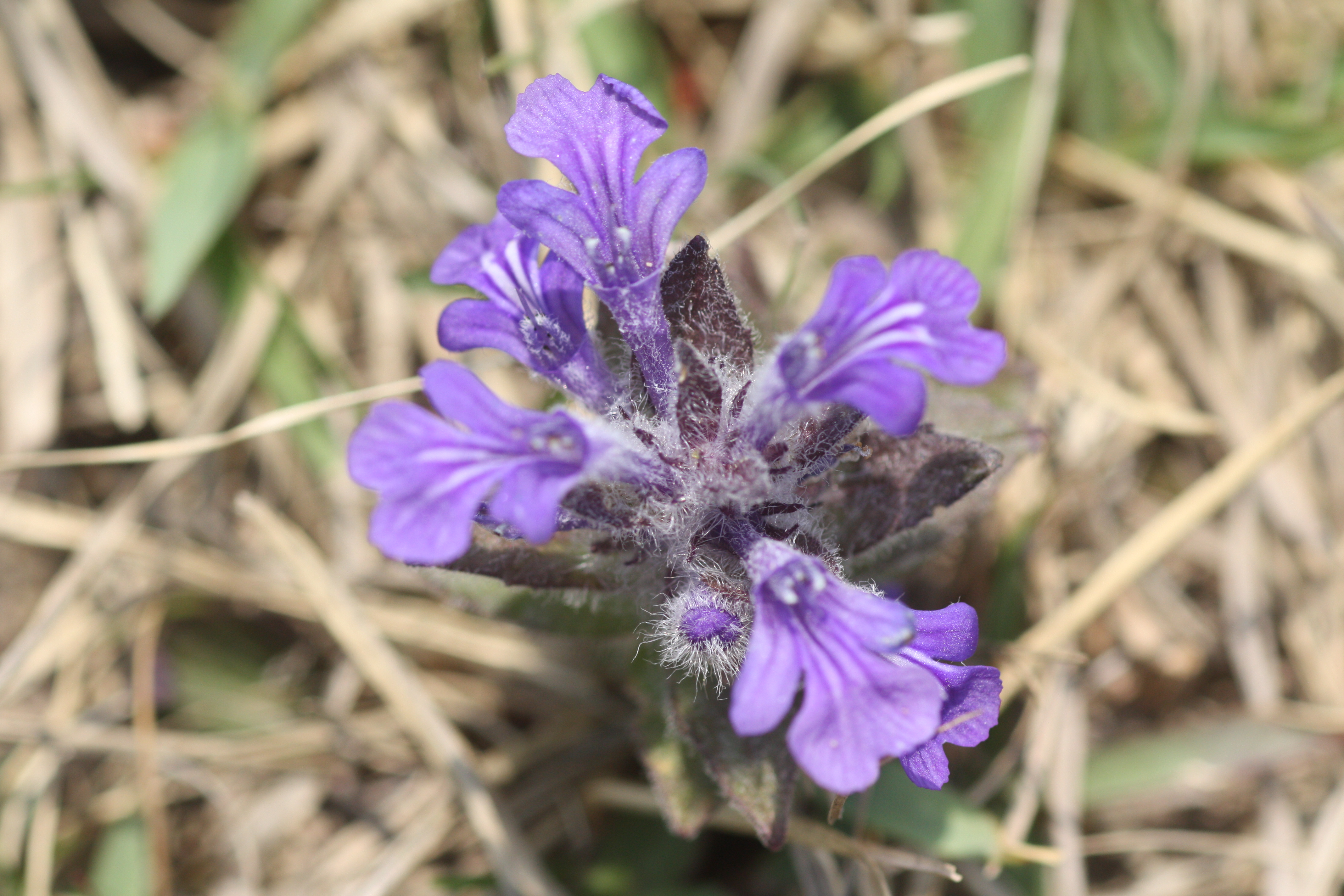
꽃
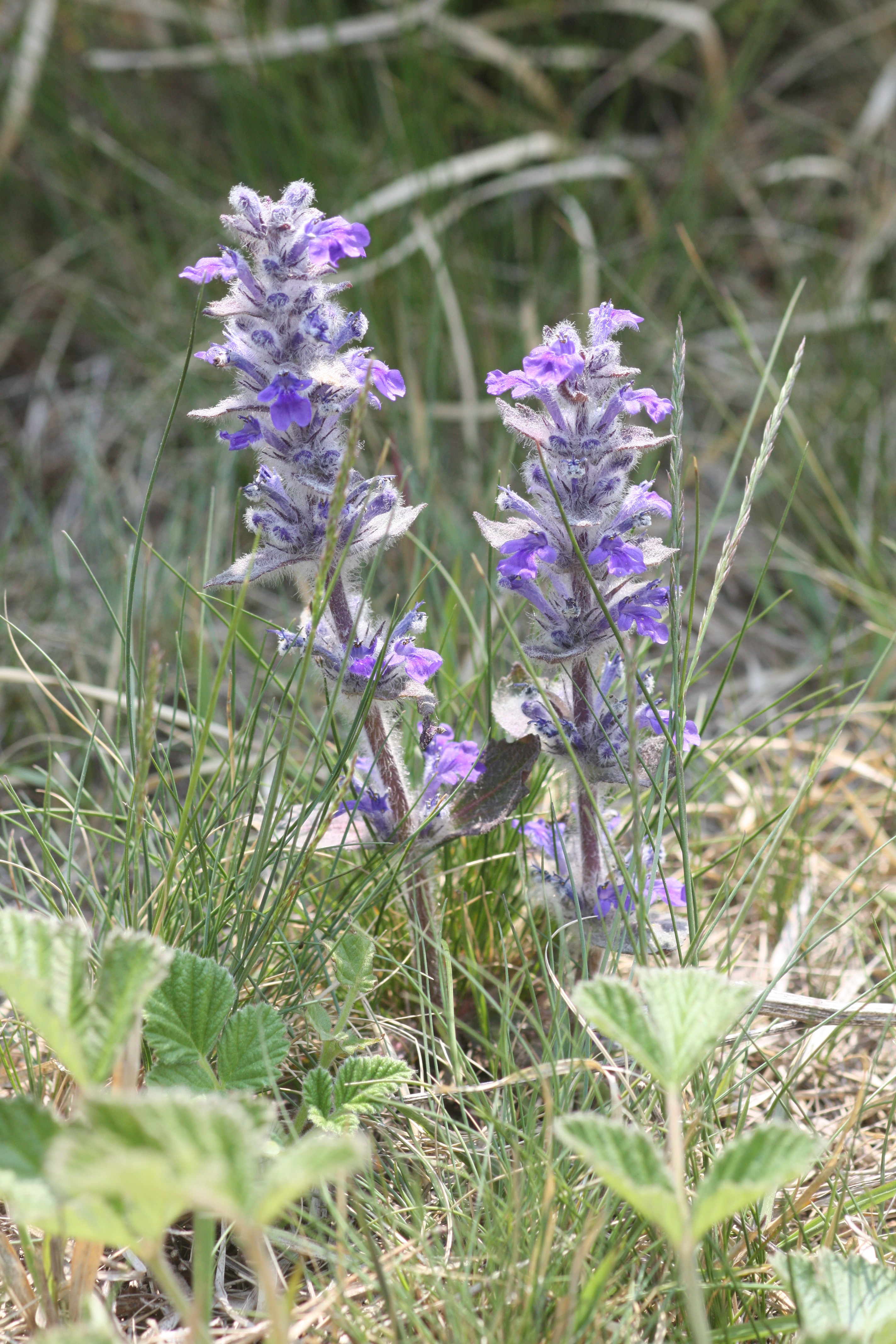